# Emil Dobrowolski
Emil Dobrowolski (ur. 2 listopada 1986) – polski lekkoatleta, długodystansowiec, trener biegaczy amatorów.

## Rekordy życiowe
- półmaraton – 1:04:17 (28 lutego 2016, Nowy Orlean)
- maraton – 2:13:50 (11 października 2015, 16. PKO Poznań Maraton im. Macieja Frankiewicza)